# Freddy Ternero
Freddy Santos Ternero Corrales (Lima, 10 novembre 1961 – Lima, 18 settembre 2015) è stato un politico, allenatore di calcio e calciatore peruviano, di ruolo difensore. È il tecnico peruviano che ha vinto più titoli a livello internazionale..
Nel novembre 2006 è stato eletto alcalde del Distretto di San Martín de Porres per il Partido Democrático Somos Perú, con incarico dal 2007 al 2010

È scomparso nel 2015 all'età di 53 anni a seguito di un tumore del rene.

## Carriera

### Club
Dal 1978, fece parte dell'Universitario de Deportes, dove rimase fino al 1980, lasciando il club per trasferirsi al León de Huánuco poiché non giocava con continuità. Con il nuovo club vinse la Copa Perú, risultato che gli permise di venir reintegrato nella rosa dell'Universitario fino al 1985.
Nel 1986 fu acquistato dal Deportivo San Agustín, che vinse il titolo proprio in quell'anno. Dal 1989 invece giocò nel Defensor Lima per due stagioni, e nel 1992 chiuse la carriera nel Cienciano di Cusco.

### Allenatore
Dopo essersi ritirato, Ternero fu assunto in qualità di assistente di Sergio Markarián all'Universitario de Deportes, che diventerà campione del Perù nel 1993. Dopo le dimissioni di Markarián allenò la squadra per alcune partite prima di passare al Cienciano nella seconda metà del 1994, riuscendo a salvare il club dalla retrocessione. Nel 1995 si trasferisce al nord per sedersi sulla panchina dell'Alianza Atlético de Sullana.
Poiché aveva ottenuto buoni risultati sia con il Cienciano che con l'Alianza Atlético, Ternero venne chiamato da Juan Carlos Oblitas per fargli da assistente nella Nazionale di calcio del Perù. Ternero fece da vice ad Oblitas fino al 1998, guidando la Nazionale da CT durante la Copa América 1997 e portandola al quarto posto.
Nel 1998 allena l'FBC Melgar, mentre nel 2000 il Cienciano e nel  2002 l'Estudiantes de Medicina di Ica. Nel 2003 ritorna al Cienciano e si rende protagonista di un'ottima annata che vede la squadra vincere la Copa Sudamericana 2003, battendo in finale il River Plate, e la Recopa Sudamericana 2004 a spese del Boca Juniors.
Questi successi internazionali gli valsero la chiamata della Federazione calcistica peruviana per guidare il Perù nel 2005: i risultati però non furono soddisfacenti e il tecnico venne sostituito da Franco Navarro.

## Palmarès

### Club

#### Competizioni nazionali
- Copa Perú: 1

León de Huánuco: 1980
- Campionato peruviano: 1

San Agustín: 1986

### Allenatore

#### Competizioni internazionali
- Coppa Sudamericana: 1

Cienciano: 2003
- Recopa Sudamericana: 1

Cienciano: 2004